# Université Bellarmine
L'université Bellarmine (Bellarmine University) est une université privée catholique située dans la ville de Louisville aux États-Unis.

## Histoire
L'institution est ouverte en 1950 sous le nom de Bellarmine College par l'archidiocèse de Louisville en hommage au saint Robert Bellarmin. Son nom actuel date de 2000.
En 1967, Thomas Merton, écrivain spirituel, fait don de l'ensemble de ses œuvres à l'université Bellarmine, qui crée le Centre Thomas Merton en 1969.
En janvier 2018, un étudiant de l'université porte plainte contre l'université qu'il accuse de l'avoir sanctionné après qu'il/elle ait porté plainte contre un professeur pour harcèlement sexuel (l'étudiant était dans une relation avec le professeur, puis la rupture a mené à des injustices au niveau académique.

## Description
L'université est divisée en sept écoles proposant au total plus de cinquante options de cours : 
- Bellarmine College ;
- W. Fielding Rubel School of Business ;
- Donna and Allan Lansing School of Nursing & Health Sciences ;
- Annsley Frazier Thornton School of Education ;
- Center for Interdisciplinary Technology & Entrepreneurship ;
- School of Continuing and Professional Studies ;
- Bellarmine University Graduate School.

Reconnue de très bon niveau, Bellarmine est classée parmi les trois cents meilleures (« Top 300 Colleges in the Nation »), et ce depuis treize ans, par The Princeton Review (en). Le U.S. News & World Report la classe de manière constante dans les premiers tiers des universités américaines. Forbes la classe 412e dans sa liste d'établissements supérieurs aux États-Unis.
Les étudiants peuvent choisir parmi plus de 150 programmes de partenariat dans plus de cinquante pays et sur six continents. Plus de 35 % des étudiants plein temps de Bellarmine s'engagent dans une expérience internationale durant leurs études. En France, l'université Bellarmine fait partie des programmes d'échange MICEFA, ISEP, KISS et CIEE (programmes d'été).
Les frais annuels de scolarité s'élèvent à 40 250 $.

## Campus

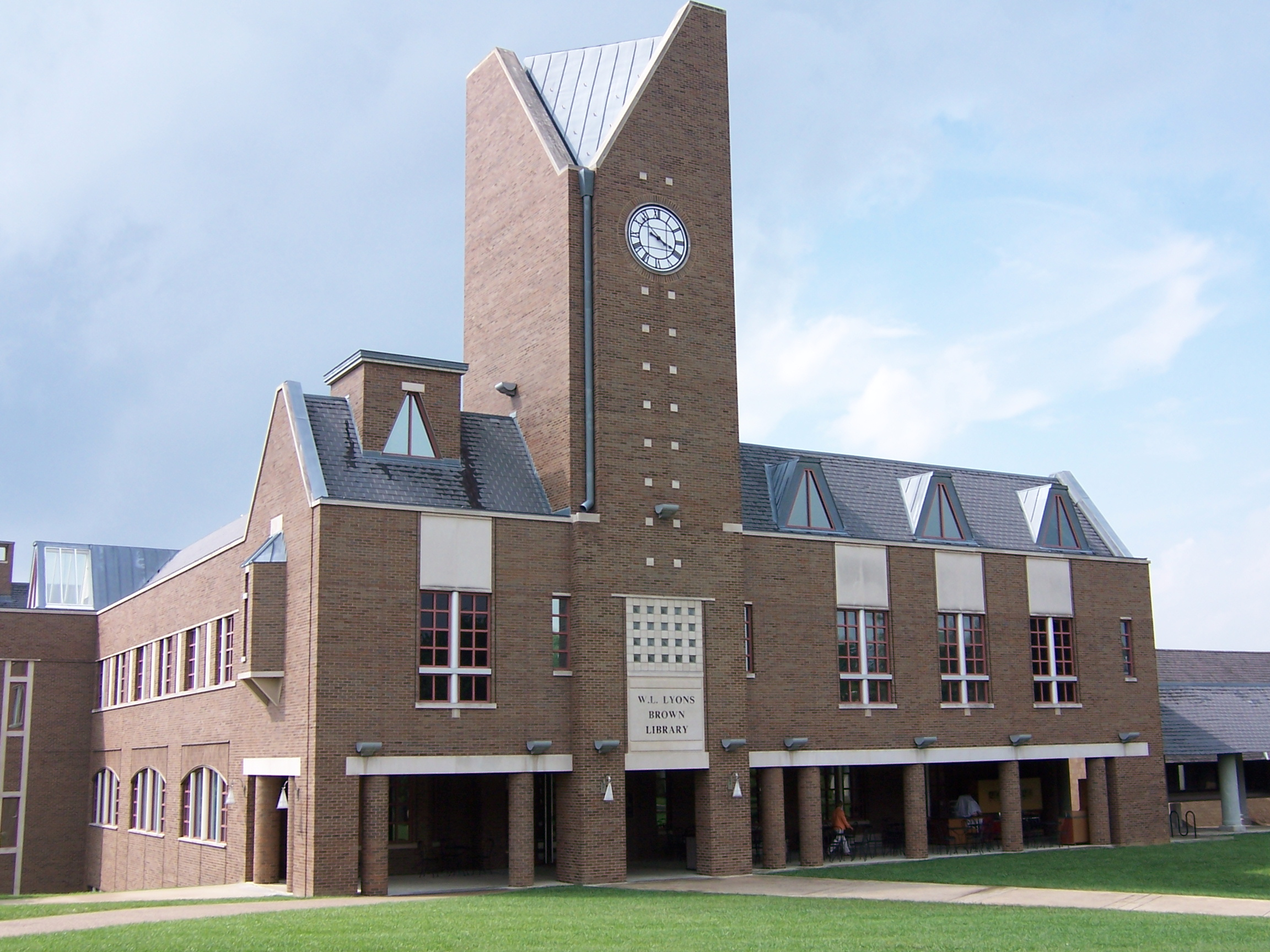
Bibliothèque W.L. Lyons Brown.

L'université est composée de plus de 30 bâtiments sur un campus de 54,6 ha dans le quartier de Louisville nommé The Highlands. Depuis 2007, le stade Owsley B. Frazier propose un terrain de hockey, de crosse et de football.

## Recherche
Le département de physique et chimie de Bellarmine a contribué aux recherches ayant mené à la mise en évidence du Boson de Higgs en traitant les données émergeant du détecteur ATLAS. L'université dispose d'un superordinateur situé dans le hall Pasteur et fut construit grâce à une aide de 200 273 $ fournie par la National Science Foundation.

## Sports
Les équipes sportives de l'école sont les Knights et participent à l'ASUN Conference tandis que l'équipe de lutte masculin joue dans la Southern Conference. Les couleurs de l'équipe sont rouge écarlate et argent.
Les équipes de soccer, crosse, hockey sur gazon et d'athlétisme jouent leurs matchs au Owsley B. Frazier Stadium.